# 西迪薩達
35°41′14″N 0°12′24″E / 35.68722°N 0.20667°E
西迪薩達（阿拉伯语：‎），是阿爾及利亞的城鎮，位於該國西北部埃利贊省，由耶勒勒區負責管轄，面積73平方公里，2008年人口17,558，人口密度每平方公里241人。